# Ruslan Imranovič Chasbulatov
Ruslan Imranovič Chasbulatov (in russo Русла́н Имранович Хасбула́тов?, in ceceno: Хасбола́ти Имра́ни кIант Руслан; Groznyj, 22 novembre 1942 – San Pietroburgo, 3 gennaio 2023) è stato un economista e politico russo di etnia cecena.
Svolse un ruolo centrale negli eventi che portarono nel 1993 alla crisi costituzionale nella Federazione Russa.

## Biografia
Chasbulatov nacque a Tolstoy-yurt, un villaggio vicino Grozny, la capitale della Cecenia, il 22 novembre 1942. Nel febbraio 1944 fu deportato con la famiglia in Asia centrale durante le deportazioni cecene.
Dopo aver studiato ad Almaty, Chasbulatov si trasferì a Mosca nel 1962, dove studiò legge presso l'Università Statale di Mosca. Dopo essersi laureato nel 1966, si iscrisse al Partito Comunista dell'Unione Sovietica. Continuò i suoi studi, concentrandosi sullo sviluppo politico, sociale ed economico dei paesi capitalisti, ed ebbe diversi diplomi superiori tra il 1970 e il 1980. Durante gli anni '70 e '80 pubblicò una serie di libri sull'economia e il commercio internazionale.

## Carriera politica

### Ingresso nella vita politica
Alla fine degli anni '80, Chasbulatov iniziò a lavorare a stretto contatto con l'ascesa anticonformista di Boris Eltsin. Fu eletto al Congresso dei Deputati del Popolo della RSFS russa nel 1990. Seguì Eltsin nella riuscita resistenza al tentativo di colpo di stato nel 1991. Si dimise dal Partito Comunista nell'agosto 1991 e il 29 ottobre 1991 fu eletto presidente del Soviet Supremo della RSFSR.

### Crisi costituzionale del 1993
Chasbulatov fu un alleato di Eltsin in questo periodo e svolse un ruolo chiave nel guidare la resistenza al tentativo di colpo di stato del 1991. Tuttavia, lui e Eltsin si allontanarono dopo il crollo dell'Unione Sovietica alla fine del 1991.
A quel punto  Chasbulatov consolidò il suo controllo sul parlamento russo e divenne il secondo uomo più potente della Russia dopo lo stesso Eltsin. Tra gli altri fattori, l'escalation dello scontro di ego tra  Chasbulatov e Eltsin portò alla crisi costituzionale russa del 1993, in cui  Chasbulatov (insieme al vicepresidente Alexander Rutskoy) guidò il Soviet Supremo di Russia nella sua lotta per il potere con il presidente; lotta che si concluse con il violento assalto di Eltsin e il successivo scioglimento del parlamento nell'ottobre 1993.
Chasbulatov fu arrestato insieme agli altri leader del parlamento. Nel 1994, la neoeletta Duma lo perdonò insieme ad altri leader chiave della resistenza anti-Eltsin.

### «La missione di pace del professor Chasbulatov»
Nel 1994 organizzò la cosiddetta "Missione di mantenimento della pace del professor Chasbulatov". Si recò in Cecenia, cercando di organizzare negoziati tra il leader separatista, il presidente ichkeriano Dzhokhar Dudaev e l'opposizione anti-Dudaev, così come le autorità russe. Tuttavia, la missione non ebbe successo, le parti non erano pronte a scendere a compromessi, oltre alla popolarità di Dzhokhar Dudaev all'epoca in Cecenia che era estremamente alta; lo stesso  Chasbulatov  si unì essenzialmente all'opposizione anti-Dudaev.
Pochi mesi prima che le truppe russe entrassero in Cecenia, il 20 agosto 1994, Ruslan  Chasbulatov, in una manifestazione nella città di Shali in Cecenia, chiese la creazione di una commissione di riconciliazione e la firma di un accordo sul non uso di armi da parte di gruppi armati l'uno contro l'altro.
Il 21 agosto dello stesso anno, una stazione radio dei sostenitori di  Chasbulatov iniziò a funzionare nel villaggio di Tolstoj-Yurt. La gente iniziò a parlare della "missione di pace del professor  Chasbulatov". Sette gruppi armati si unirono alla missione. Il 25 agosto, Dzhokhar Dudayev parlò a un raduno dei suoi sostenitori e, tra le altre cose, affermò:
Il 26 agosto, le agenzie di stampa riferirono che 20 gruppi armati si erano già uniti alla missione di pace di  Chasbulatov Umar Avturkhanov, leader dell'opposizione anti-Dudaev e presidente del Consiglio provvisorio, e Ruslan Chasbulatov si incontrarono nel villaggio di Znamenskoye nel distretto di Nadterechny e concordarono azioni congiunte contro il regime di Dudaev.
Il 29 agosto, in una riunione dei leader dei gruppi di opposizione (Umar Avturkhanov, Ruslan  Chasbulatov, Ruslan Labazanov, Bislan Gantamirov) nel distretto di Nadterechny, venne deciso di unire le azioni degli oppositori del regime sotto l'egida del Consiglio temporaneo della Repubblica cecena. Il 7 settembre, i rappresentanti della "missione di pace del professor  Chasbulatov" sono arrivati al quartier generale dell'opposizione anti-Dudayev, il Consiglio temporaneo della Repubblica cecena, per elaborare una strategia per ulteriori azioni congiunte.
Con lo scoppio delle ostilità alla fine dell'anno, Khasbulatov tornò a Mosca, dove continuò a lavorare nel suo dipartimento presso l'istituto.
Nel 1995, quando la fase attiva del conflitto militare in Cecenia si stava svolgendo,  Chasbulatov, che, secondo il giornale Vremya Novostei, aveva influenza nella diaspora cecena, si offrì di nuovo di agire come mediatore. Tuttavia, le autorità russe rifiutarono i suoi servizi. Chasbulatov prese in considerazione l'idea di candidarsi alle elezioni del 2003 per la presidenza della Repubblica cecena, dopo la seconda guerra cecena, ma alla fine scelse di non farlo. Nel 2005, Chasbulatov affermò che Dudaev aveva complottato con Eltsin quando voleva privarlo (Chasbulatov) della sua posizione di vice.
Nelle elezioni del 2021 per il capo della Cecenia, appoggiò l'uscente Ramzan Kadyrov.

### Ultimi anni
Dopo la fine della sua carriera politica, Chasbulatov tornò alla sua precedente professione di insegnante di economia come fondatore e capo del Dipartimento di Economia Internazionale presso l'Accademia Russa di Economia Plekhanov (REA). E continuò a commentare gli sviluppi politici in Russia.
Morì a San Pietroburgo il 3 gennaio 2023 all'età di 80 anni.